# Semih Saygıner
Semih Saygıner (ur. 12 listopada 1964 w Adapazarı w Turcji), turecki profesjonalny karambolista, czterokrotny mistrz świata. Numer 8 w światowym rankingu karambolistów 2006. Jego pseudonimy to mr Magic i Turkish Prince (ang.: turecki książę).

## Życiorys
Jego rodzice zginęli w wypadku samochodowym w 1978, kiedy miał 14 lat. Dwa lata później, w wieku 16 lat rozpoczął trenować karambol. Od samego początku został zauważony jako wielki talent bilardowy, a po zaledwie roku, mając 17 lat wygrał Mistrzostwa Stambułu 1981 w karambolu.
Po tym zwycięstwie zaczął brać udział w profesjonalnych – najpierw tureckich, a później międzynarodowych turniejach karambolowych. W 1992 dał się poznać na Mistrzostwach Świata w Berlinie, kiedy to zaskakująco pokonał byłego karambolowego mistrza świata, Raymonda Caulemansa 3:0. Uplasował się ostatecznie na 8. miejscu. Od tego czasu osiągał coraz lepsze wyniki na Mistrzostwach Świata;
rok później, w 1993 zajął wysokie 3. miejsce, a w 1994 zdobył Mistrzostwo Świata w karambolu trzybandowym.
Następnie Saygıner zdobywał mistrzostwo świata w latach 1998 oraz 2003. W 2003 wspólnie z Tayfunem Taşdemirem zdobył Drużynowe Mistrzostwa Świata rozgrywane w Niemczech, pokonując w finale ekipę Grecji.
7 lutego 2004 zdobył nagrodę Najlepszego Bilardzisty Świata Roku 2003 w Antwerpii w Belgii. Obecnie jest jednym z najlepszych bilardzistów świata i jest bardzo poważany wśród innych karambolistów.